# Цветана
Цвета́на — болгарское имя, образовано от глагола «цвести», означает «цветок». Родственные имена: Цвета, Цветава, Цветан (мужское имя).
Уменьшительно-ласкательные формы: Цветанка, Цвета, Цвете, Цветка, Цвята, Цвятка, Цена, Ценка, Цеца, Цецка, Чана, Чанка.
Имя Цвета также является самостоятельным, а не только уменьшительно-ласкательной формой.

## В астрономии
- (785) Цветана — астероид, открытый в 1914 году.